# Handley Page
Handley Page Ltd. er en britisk flyproducent, mest kendt for produktionen af bombefly og passagerfly.
Firmaet blev grundlagt i juni 1909 af sir Frederick Handley Page. Handley Page blev kendt for sine bombefly under første verdenskrig, især bombeflyetHandley Page 0/400 udmærkede sig som et af datidens største krigsfly. I mellemkrigstiden producerede firmaet også passagerfly, og under anden verdenskrig producerede de bombeflyet Handley Page Halifax. I juni 1948 overtog Handley Page Miles Aircraft. Handley Page ophørte i 1970.

## Flymodeller (udvalgte)
- Handley Page 0/400 – bombefly
- Handley Page V/1500 – bombefly
- Handley Page Heyford – bombefly
- Handley Page H.P.42 – passagerfly
- Handley Page Hinaidi – bombefly
- Handley Page Hampden – bombefly
- Handley Page Hereford – bombefly
- Handley Page Harrow – bombefly
- Handley Page Halifax – bombefly
- Handley Page Hastings – transportfly
- Handley Page Victor – bombefly
- Handley Page Herald – passagerfly
- Handley Page Jetstream – passagerfly